# 젤레노그라드

젤레노그라드의 위치

젤레노그라드(러시아어: Зеленогра́д, Zelenograd)는 모스크바의 행정구이자 도시로, 젤레노그라츠키 행정구(Зеленогра́дский администрати́вный о́круг)로 불리기도 한다. 모스크바 북서쪽에 위치하며 모스크바주에 둘러싸여 모스크바의 나머지 지역으로부터 떨어져 있는 월경지이다. 면적은 37.22km2, 인구는 221,712명(2010년 기준)이다. 하위에 5개 구(район)를 관할한다.
1958년 계획 산업도시로 건설이 시작되었고 전자, 반도체, 컴퓨터 관련 산업의 중심지로서 발전하여 "러시아의 실리콘 밸리"라고 부르기도 한다. 현재도 러시아 전자 산업의 핵심적인 지역으로 남아있다. 1968년 모스크바의 행정구가 되었으며 1991년 이전까지 폐쇄 도시로 남아 있었다.